# Ionopsis burchellii
Ionopsis burchellii är en orkidéart som beskrevs av Heinrich Gustav Reichenbach. Ionopsis burchellii ingår i släktet Ionopsis och familjen orkidéer. Inga underarter finns listade i Catalogue of Life.